# Пахомов, Пётр Алексеевич (тренер)
Пётр Алексеевич Пахомов (1 июля 1902, Гродно — 23 марта 1984, Москва) — советский гребец и тренер по академической гребле, многократный чемпион СССР в качестве рулевого (1938, 1939, 1945–1948, 1950). Заслуженный мастер спорта СССР (1944). Заслуженный тренер СССР (1956).

## Биография
Родился 1 июля 1902 года в Гродно. Жил в Москве, где занимался академической греблей на водно-спортивной станции «Стрелка». В 1934 и 1939 годах выигрывал серебряные медали чемпионатов СССР в классах восьмёрок и двоек распашных соответственно. В 1938–1950 годах многократно становился чемпионом СССР в составе как мужских так и женских экипажей четвёрок и восьмёрок в качестве рулевого.
На протяжении многих лет занимался тренерской деятельностью в спортивных обществах «Крылья Советов» и «Труд». Отличался универсализмом, работал с гребцами как распашного так и парного весла, его ученики добивались высоких результатов во всех классах лодок. Подготовленные им экипажи многократно побеждали на чемпионатах СССР и чемпионатах Европы, в 1980 году одна из его наиболее известных учениц Антонина Махина стала серебряным призером Олимпийских игр в Москве в классе одиночек.
Умер 23 марта 1984 года в Москве. Похоронен на Новодевичьем кладбище.

## Семья
С 1961 года был женат на четырёхкратной чемпионке СССР и двукратной чемпионке Европы по академической гребле Инне Пахомовой.